# محمد بن سوری
محمد بن سوری یا محمد سوری (سده دهم – ۱۰۱۱ میلادی) از شاهان  دودمان غوری بود باتوجه به فاصله زمانی بین امارت سوری بن محمد و محمد بن سوری به آسانی نمی‌توان پذیرفت که وی فرزند سوری بوده است بلکه به احتمال زیاد فرزندزادهٔ او بوده‌ است.
محمد بن سوری که هوای استقلال در سر داشت سرانجام با تکیه بر استعداد نظامی خویش و اعتماد به دژهای استوار غور علم استقلال برافراشت سرانجام محمود غزنوی با حیلهٔ جنگی توانست او را شکست دهد.
محمد بن سوری بارها با سلطان محمود غزنوی درگیر جنگ بود و سرانجام در قلعه آهنگران محصور شده همراه پسرش، شیث، به اسارت سلطان محمود درآمد. او را به غزنی آوردند اما اسارت را نپذیرفت و با زهری که در زیر نگین انگشتری خود داشت خودکشی کرد.
در پی این شکست، غزنویان تمامی اهالی غورستان را که تا آن زمان بودایی مهایانه بودند مسلمان کردند.
پس از آن ابوعلی بن محمد سوری از سوی سلطان محمود غزنوی به جای شاه محمد سوری به فرمانروایی غور گمارده شد و پیوندهای خود را با غزنی برقرار ساخت و به شاه غزنی باج و خراج می‌پرداخت.